# Bromure de sodium
Le bromure de sodium est un sel de formule NaBr dont les propriétés de transparence dans le domaine infrarouge lui donnent des applications en optique.

## Utilisation
Il est le produit à ajouter à l'eau d'un spa ou d'une cuve thermale lorsque celui-ci est équipé d'un générateur de brome. Sur le même principe d'une piscine au sel (NaCl) équipée d'un générateur de chlore, une électrode s'occupe de faire l'électrolyse du bromure de sodium, afin de produire l'acide hypobromeux (HOBr), l'agent désinfectant et assainissant du bassin d'eau. Par conséquent, l'usage de tablettes de brome est éliminé.
Il est aussi utilisé comme sédatif ou comme somnifère.